# Spanyol masztiff
A spanyol masztiff egy nagy testű kutyafajta. Származási helye Spanyolország.

## Testfelépítése
A spanyol masztiff nagy testű, zömök, izmos eb vaskos csontozattal és harmonikus testfelépítéssel. Hatalmas mérete és nehézkesnek tűnő megjelenése ellenére járása könnyed és elegáns. Lágyéka széles és erős, fara enyhén lejt. A farok a tövénél igen vastag, nyugalmi állapotban lelóg. Hasa enyhén felhúzott. Mellkasa széles és mély. Lejtős vállai erős izomzatúak. Lábai függőlegesek, vaskos csontokkal. Mancsa macskaszerű, ujjai zártak. Nyaka széles, erős és izmos. Jól fejlett kettős lebernyeggel. A spanyol masztiff feje nagy és erős. A stop enyhe. A mérsékelten nagy, háromszögletű fülek a szemek fölött helyezkednek el, és lelógnak. Az arányosan kicsi szemek mandulavágásúak. A spanyol masztiff szőrzete sima, az aljszőrzet sűrű. A fedőszőrzet az egész testén sűrű, sima és durva tapintású. A hátán és a farkán egy hosszabb, durvább szálakból álló sáv fut végig. Ennek a kutyának a szőrzete változatos színű lehet.

## Jelleme
A spanyol masztiff igen értelmes, meglehetősen önálló és nagyon magabiztos kutya. A család tagjaival szelíd és engedelmes. Általában igen békés, és józannak, szinte tűnődőnek látszik. Valóban komoly eb, és önmagától nagyon sokat követel. A gazdáját és családját minden erejével megvédi a két- és négylábú betolakodókkal szemben. Hangos ugatását csak ritkán hallani. E kutya számára a családja az első. Komolyan veszi őrzői feladatát, és sem embert, sem állatot nem enged be a birodalmába. Számára ez a természetes viselkedés, nem kell rá biztatni, és jutalmat sem vár érte. Figyelmes és éber, de óriási erejét csak valódi vészhelyzetben alkalmazza. Ha a gazdája azt jelzi, hogy a vendégek szívesen látottak, a kutya is elfogadja őket. A más állatokkal való együttélése általában problémamentes, főként akkor, ha a saját családjában élő állatokról van szó. A gyerekekkel rendszerint türelmes és barátságos. Más kutyákkal, főként vele azonos neműekkel, már nem mindig ennyire harmonikus a viszonya.

## Méretei
- Marmagasság: kan: legalább 78 cm, szuka: minimálisan 74 cm, preferált érték: 76 cm
- Testtömeg: 50–60 kg
- Várható élettartam: 10-14 év

## Alkalmazásai
A spanyol masztiffot kiegyensúlyozott, következetes, szeretettel teli módon kell felnevelni. A goromba vagy igazságtalan bánásmód nemkívánatos jellemvonásokat hozhat elő benne. Gazdájának higgadt, nyugodt embernek kell lennie, aki természetes tekintéllyel rendelkezik. A hosszú foglalkozásokat rosszul tűri. Az alapos szocializáció nélkülözhetetlen személyisége megfelelő fejlődéséhez. A spanyol masztiff megbízható őre a családnak, de főként azoknak ajánlható, akiknek a lakásában, és azon kívül is, nagy hely áll a kutya rendelkezésére.

## Külső hivatkozások
- Spanyol masztiff fajtaismertető a Kutya-Tár-ban